# إنه الحب الذي أبحث عنه
إنه الحب الذي أبحث عنه (بالإنجليزية: It's Love I'm After) هو فيلم أبيض وأسود كوميدي أمريكي صدر عام 1937 من إخراج آرشي مايو وبطولة ليزلي هوارد وبيتي ديفيس وأوليفيا دي هافيلاند. الفيلم مستوحى من قصة "السادة بعد منتصف الليل" للكاتب موريس هانلين، وسيناريو كيسي روبنسون، ويدور الفيلم حول زوجين أرجآ زواجهما أحد عشر مرة ويستمران في التخطيط والتخطيط لطريقهما إلى الزواج. يمثل الفيلم الثنائي الثالث على الشاشة بين ليزلي هوارد وبيتي ديفيس، بعد فيلمي عبودية البشر والغابة المتحجرة.

## الإنتاج
كان ليزلي هوارد يتصور في الأصل أن غيرترود لورانس أو إينا كلير، واللتان اشتهرتا بأدائهما الكوميدي على المسرح ستكونان بطلتي الفيلم، على الرغم من أن خبرتهما في الأفلام كانت محدودة. طلب المنتج هال ب. واليس من المخرج أرشي مايو أن يلتقي غيرترود لورانس، التي كانت مهتمة بلعب الدور، ولكن عندما عرض واليس وهوارد الفيلم البريطاني لعام 1936 الرجال ليسوا آلهة، اتفقا على أن غيرترود لورانس لم تكن مناسبة للتصوير.

## روابط خارجية
- إنه الحب الذي أبحث عنه  في قاعدة بيانات الأفلام على الإنترنت (بالإنجليزية)
- إنه الحب الذي أبحث عنه على موقع أول موفي.
- إنه الحب الذي أبحث عنه في قاعدة بيانات تيرنر كلاسيك موفيز للأفلام.
- It's Love I'm After على فهرس معهد الفيلم الأمريكي